# Georg Gezelius
Georg Gezelius, född 5 oktober 1735 i Jönköping, död 24 maj 1789 i Lillkyrka, var en svensk präst och skriftställare. Han var son till lanträntmästare Martin Gezelius och Sara Catharina Broström.
Gezelius blev 1757 filosofie magister i Åbo, 1765 kyrkoherde i Östra Ryd i Roslagen (tillträdde aldrig sysslan), 1766 kyrkoherde i Lillkyrka i Närke och 1780 kontraktsprost. År 1779 fick han hovpredikants titel. 
Gezelius är för eftervärlden mest känd som utgivare av Försök til et biographiskt lexicon öfver namnkunnige och lärde svenske män, som utgavs i fyra delar från 1778 till 1787. Lexikonet färdigställdes i samarbete med bland andra Olof Celsius, Johan Hinric Lidén, Anders Schönberg, Eric Michael Fant och Sigfrid Lorentz Gahm-Persson.
Gezelius tillhörde samma släkt som biskoparna med samma efternamn. Hans farfars far Georgius Georgii Gezelius (kyrkoherde i Husby i Dalarna, död 1684), var bror till Johannes Gezelius den äldre. På sin mors sida var han kusin med Johan Gustaf Halldin.